# Музей изобразительных искусств (Будапешт)
Музей изобразительных искусств в Будапеште (венг. Szépművészeti Múzeum) — крупнейшее в Венгрии собрание произведений зарубежного изобразительного искусства. Венгерскому изобразительному искусству посвящён другой музей города — Венгерская национальная галерея.
Музей, основанный в 1896 году и распахнувший свои двери спустя десятилетие, размещается в неоклассицистском здании на площади Героев, специально построенном по проекту архитекторов Альберта Шикеданца и Фюлёпа Херцога напротив выставочного зала Мючарнок.
Основная экспозиция состоит из шести отделений:
- Древнеегипетское отделение, ядром которого стало личное собрание венгерского египтолога Эдуарда Малера (1857—1945).
- Отделение античного искусства, в основу которого легла коллекция мюнхенца Пауля Арндта.
- Собрание старинной скульптуры примечательно образчиками деревянной скульптуры из Австрии и Германии. Внимание публики привлекает бронзовая статуэтка, выполненная в XVI веке по рисункам Леонардо да Винчи.
- Отделение графики и гравюры включает 15 рисунков Рембрандта, 200 работ Гойи и два наброска Леонардо к «Битве при Ангьяри».
- В галерее новых мастеров представлены в основном романтики и импрессионисты — Делакруа, Роден, Моне, Мане и Сезанн.
- Галерея старых мастеров особенно сильна произведениями портретного жанра. Ядро экспозиции — около 700 полотен старых мастеров из собрания князей Эстерхази. При создании музея к ним были присоединены картины из Будайского замка и усадеб графского рода Зичи. Большой интерес представляют работы загадочного Мастера M. S. из алтарного полиптиха церкви Пресвятой Девы Марии в Банска Штьявница. Выделяется необычностью трактовки шахматной темы также жанровая картина голландского художника Корнелиса де Мана «Шахматисты», приобретённая музеем в 1871 году.

Старые мастера Будапештской галереи
Мастер M. S.. Встреча Марии и Елизаветы, 1506
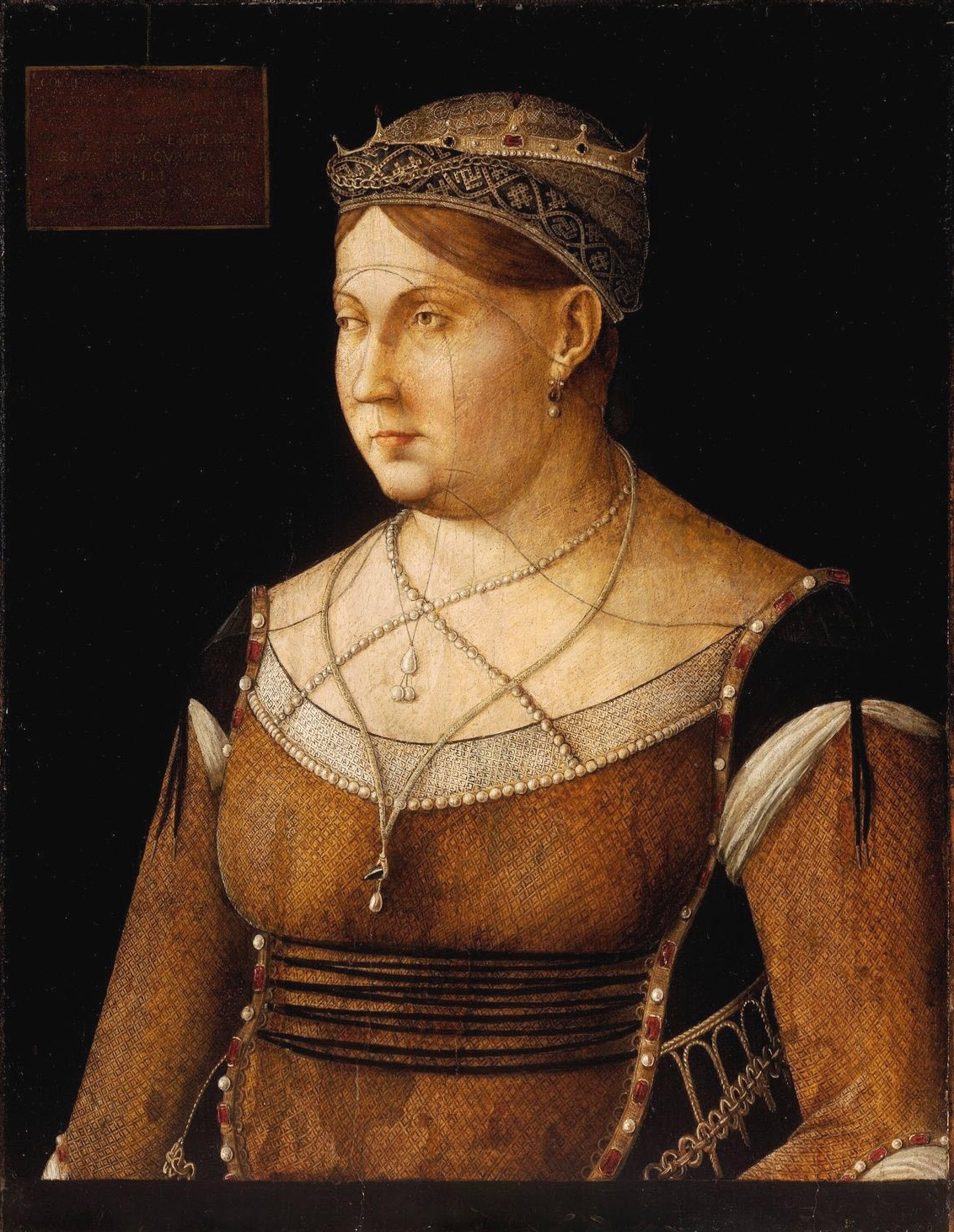
Джентиле Беллини
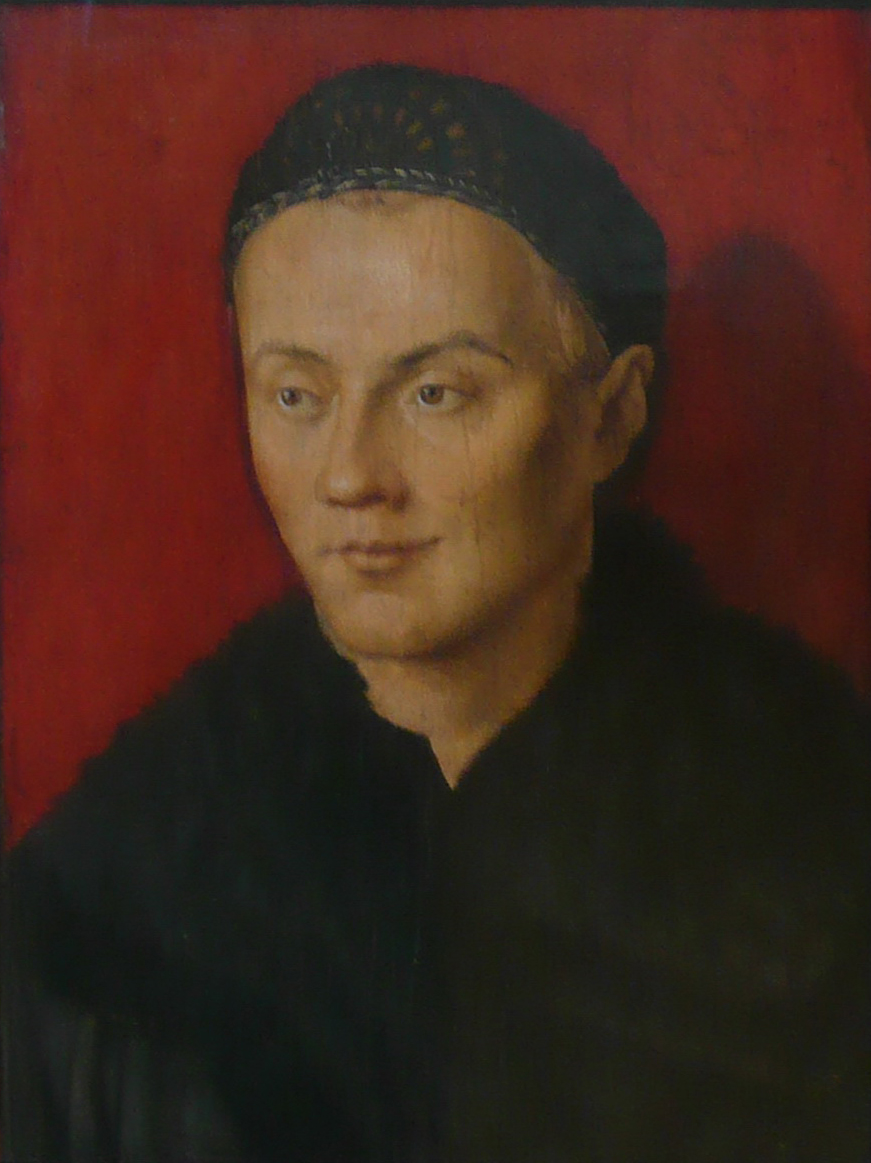
Альбрехт Дюрер
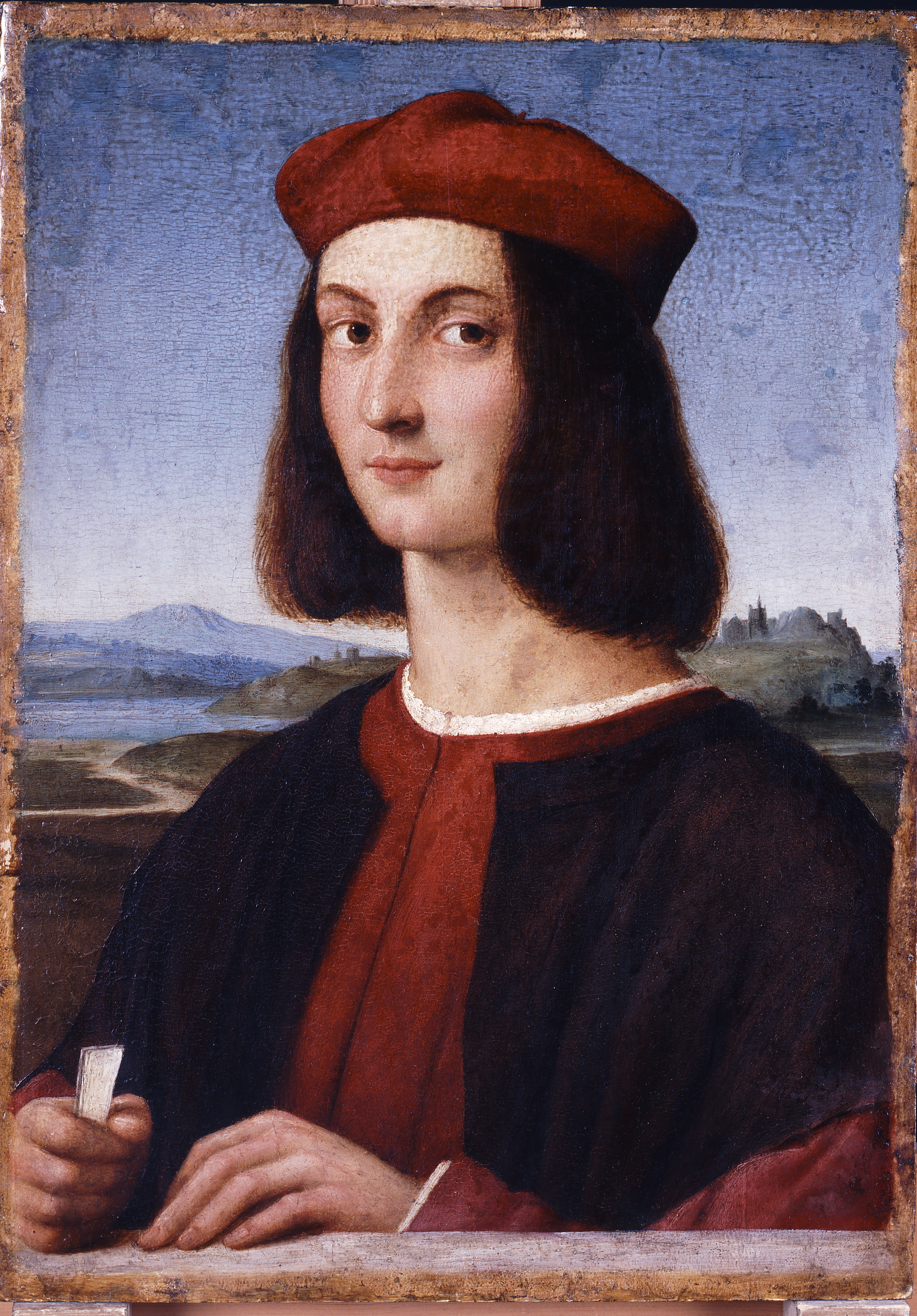
Рафаэль
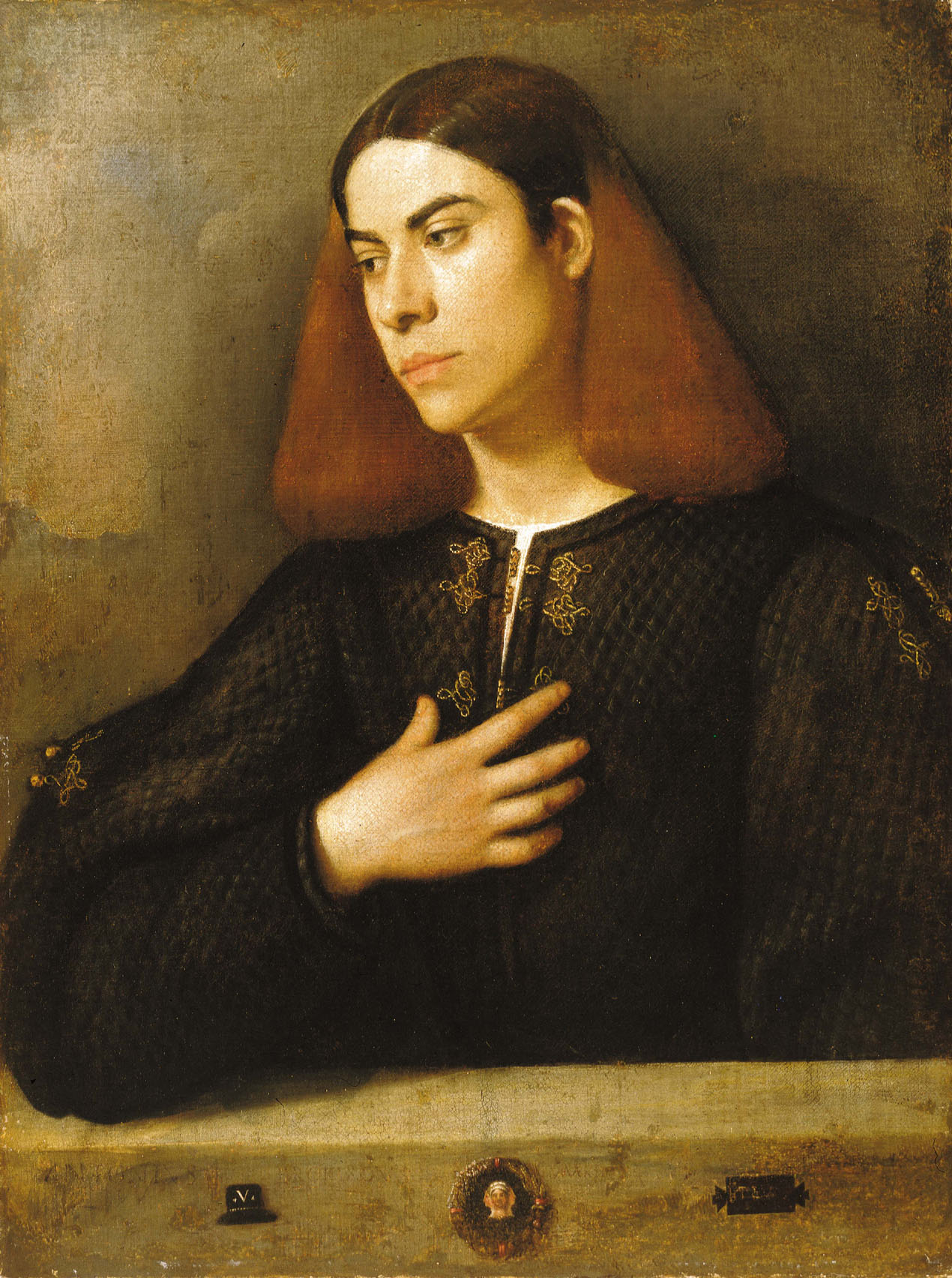
Джорджоне. Портрет молодого человека, около 1510
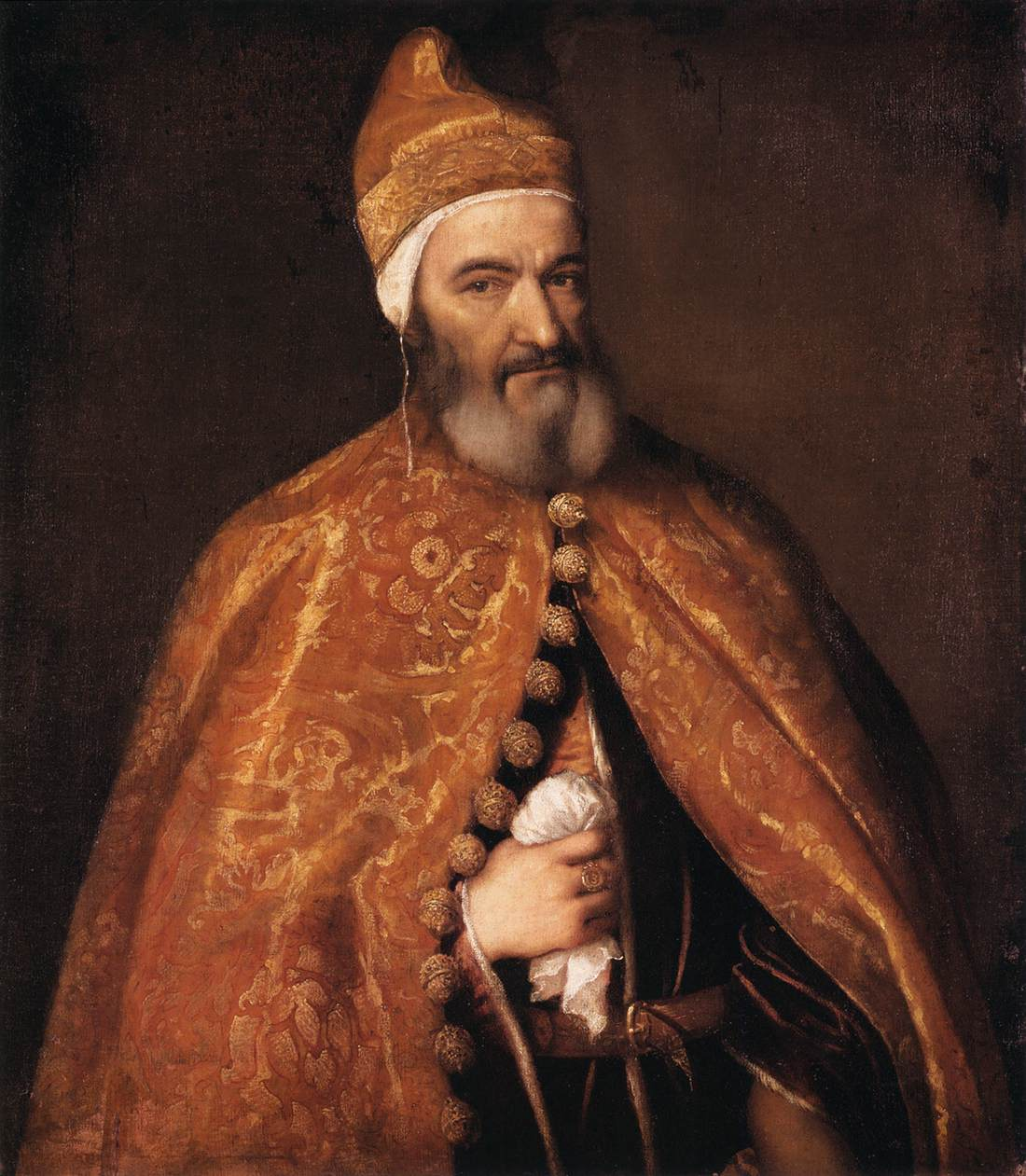
Тициан
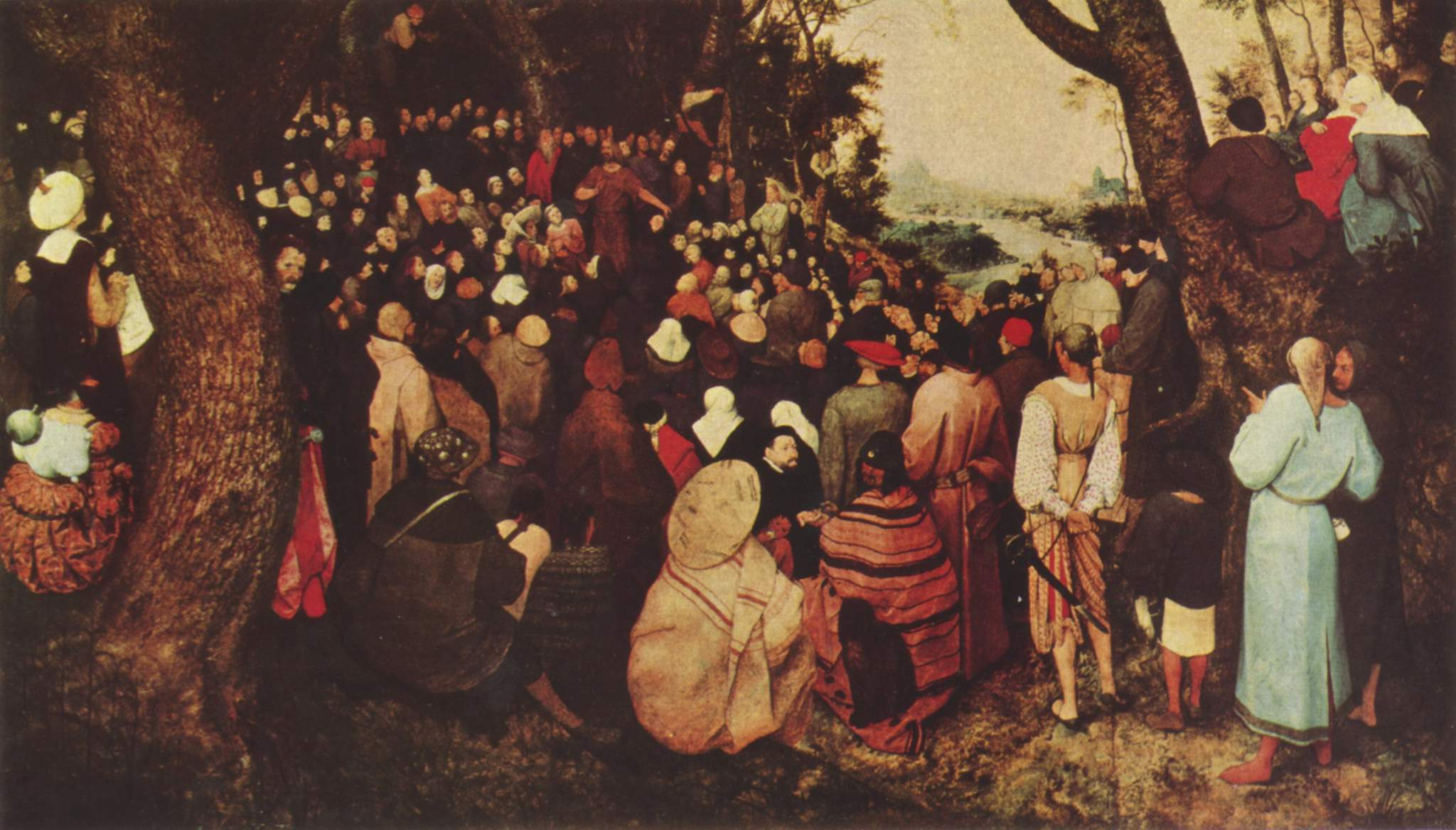
Брейгель
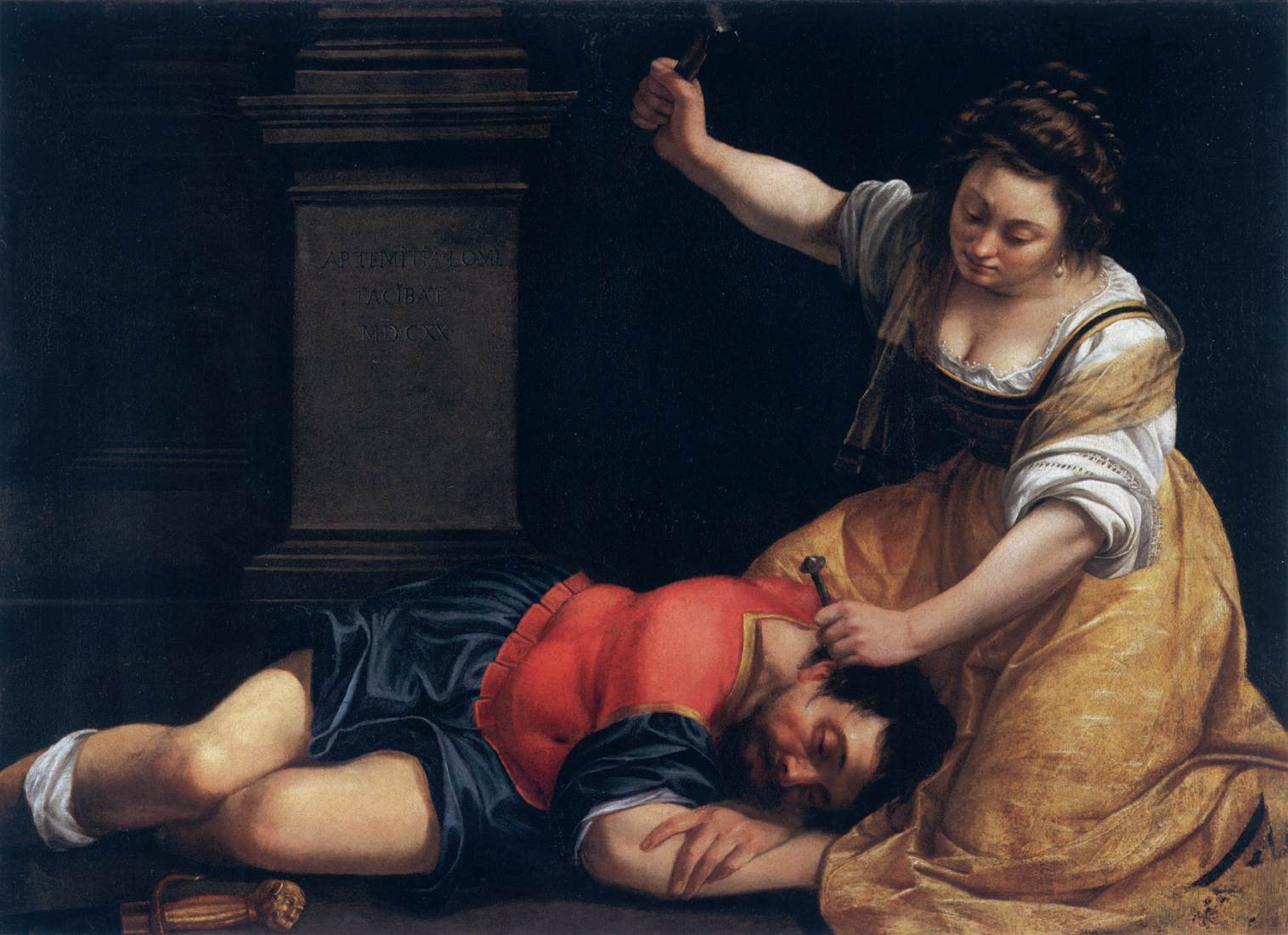
Артемизия Джентилески
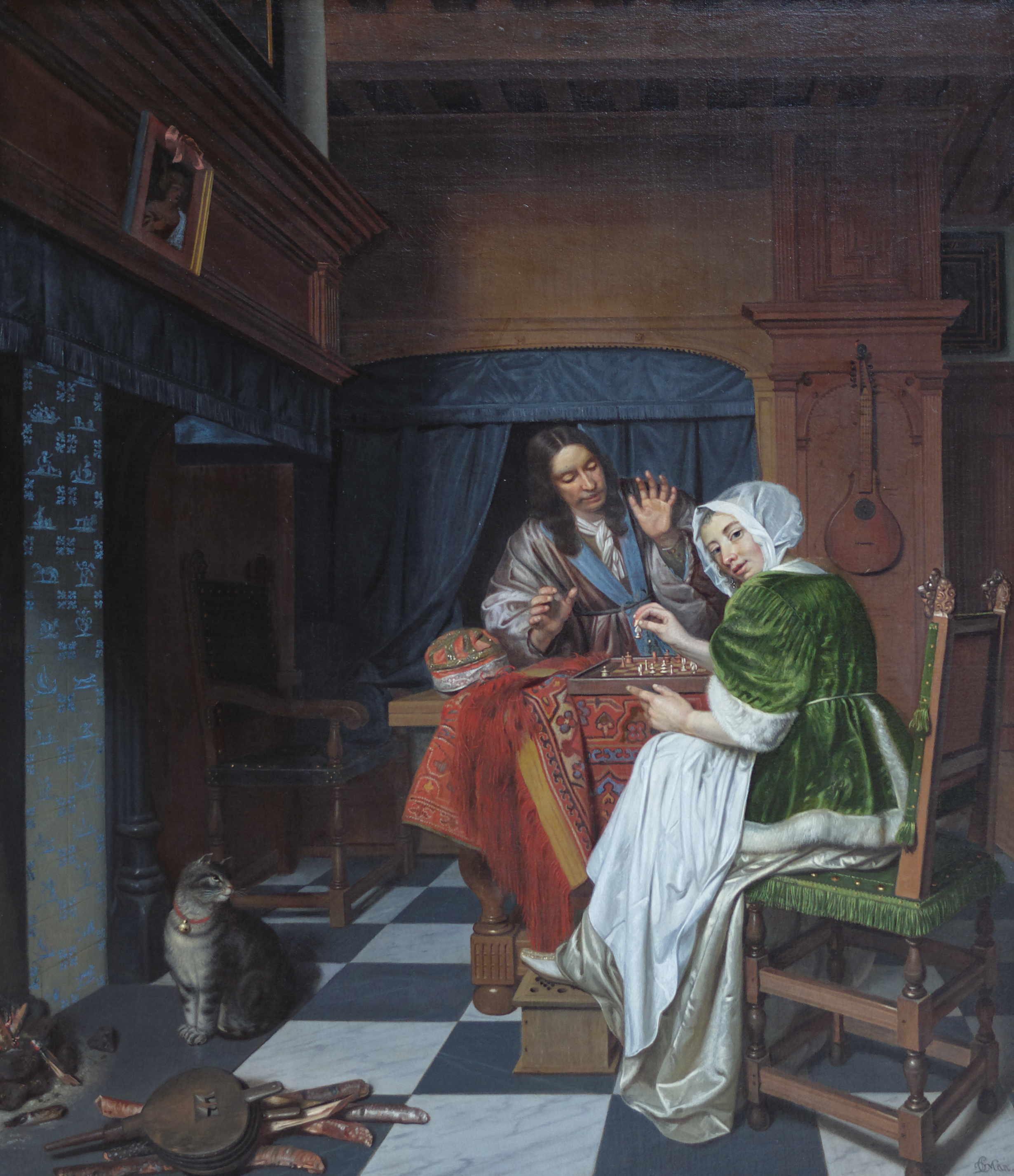
Корнелис де Ман. Шахматисты, около 1670

Музей изобразительных искусств создавался как экспозиция зарубежного искусства, однако венгерский художник-модернист, скульптор Виктор Вазарели преподнёс в дар музею коллекцию своих работ. Они выставлены на территории усадьбы Зичи в Обуде.
Музей изобразительных искусств организует временные выставки, на которых свои коллекции выставляют такие всемирно известные музеи, как, например, Лувр.
В 2018 году в музей были перемещены Сокровища Сеусо,  клад из четырнадцати серебряных предметов периода Поздней Римской империи, найденный, по заявлению венгерских властей, солдатом Йожефом Сумегом примерно в 1975–1976 годах недалеко от города Полгарди.